# Gluggebogölen
Gluggebogölen är en sjö i Ydre kommun i Östergötland och ingår i Emåns huvudavrinningsområde.